# Elastic NV
Elastic NV, anciennement connue sous le nom d'Elasticsearch, est une société américano-néerlandaise fondée en 2012 à Amsterdam, aux Pays-Bas. Il s'agit d'une société proposant des logiciels répondant à des cas d'usage de recherche, de journalisation, de sécurité, d'observabilité et d'analyse.
L'entreprise développe l'« Elastic Stack » (Elasticsearch, Kibana, Beats et Logstash) anciennement connue sous le nom de « ELK Stack », des fonctionnalités propriétaires gratuites et payantes (anciennement appelées X-Pack), Elastic Cloud (une famille d'offres SaaS comprenant le service Elasticsearch) et Elastic Cloud Enterprise (ECE),.
Les produits d'Elasticsearch sont utilisés par eBay, Wikipedia, Yelp, Uber, Lyft, Tinder et Netflix,. Elasticsearch implémente aussi des cas d'usages tels que la recherche applicative, la recherche sur un site web, la recherche d'entreprise, la journalisation, le monitoring des infrastructures, l'application performance management, le security analytics (utilisé notamment pour améliorer les application du SIEM) et le business analytics. La communauté Elasticsearch meetup compte plus de 100,000 membres. Elastic est cotée en bourse sur le New York Stock Exchange sous le symbol ESTC.

## Acquisitions
En 2016, Elastic acquiert Prelert, une société de machine learning spécialisée dans la détection d'anomalies,.
En 2017, Elastic acquiert Swiftype, un fournisseur de logiciels de recherche et d'indexation.
En 2019, Elastic acquiert Endgame, un fournisseur de sécurité des terminaux, pour 234 $ million.
En 2021, Elastic acquiert build.security, une société de sécurité cloud axée sur la définition et l'application des politiques,.